# 梅克倫堡-施特雷利茨的尤塔
梅克倫堡-施特雷利茨的尤塔（德語：Jutta，1880年1月24日—1946年2月17日），是梅克伦堡-施特雷利茨大公阿道夫·腓特烈五世的女儿，阿道夫·腓特烈六世的姐姐。
在德皇威廉二世的建議下，她在1899年和蒙特內哥羅親王尼古拉一世的長子達尼洛結婚。
第一次世界大戰期間蒙特內哥羅被奧匈帝國佔領。蒙特內哥羅王室逃亡至意大利、法國。一戰結束後，塞爾維亞控制下的蒙特內哥羅也廢除君主制度。尤塔最后在達尼洛的妹夫维托里奥·埃马努埃莱三世擔任國王的意大利度过晚年。